# Sue Novara
Sue Novara (Flint, Michigan, 22 de novembre de 1970) va ser una ciclista estatunidenca. Va destacar en la pista, especialment en la velocitat, on va guanyar set medalles als Campionats del Món d'aquesta especialitat, dues d'elles d'or.

## Palmarès en pista
- 1971
  -  Campiona dels Estats Units en Velocitat
- 1974
  -  Campiona dels Estats Units en Velocitat
- 1975
  -  Campiona del Món en Velocitat
  -  Campiona dels Estats Units en Velocitat
- 1977
  -  Campiona dels Estats Units en Velocitat
- 1978
  -  Campiona dels Estats Units en Velocitat
- 1979
  -  Campiona dels Estats Units en Velocitat
- 1980
  -  Campiona del Món en Velocitat
  -  Campiona dels Estats Units en Velocitat

## Palmarès en ruta
- 1978
  - 1a al Tour de Somerville
  - 1a al Fitchburg Longsjo Classic
- 1982
  -  Campiona dels Estats Units en ruta
  - 1a al Tour de Somerville
- 1983
  - 1a al Tour de Somerville
- 1984
  - 1a al Tour of Somerville
  - Vencedora de 2 etapes del Coors Classic
  - Vencedora de 2 etapes del Tour de Texas